# توماس باغلي
توماس باغلي (بالإنجليزية: Thomas Bagley)‏ هو لاعب كرة قدم بريطاني، ولد في القرن 20 في بيركنهيد ‏ في المملكة المتحدة. لعب مع برادفورد سيتي وستوكبورت كونتي ونادي بوري.